# Body (film)
Body è un film statunitense del 2015, diretto e sceneggiato dagli esordienti Dan Berk e Robert Olsen.

## Trama
Durante le vacanze di Natale, tre amiche trascorrono la sera a casa di una di una di loro, tuttavia la serata è molto noiosa: Cali propone allora di trasferirsi presso la dimora di un suo ricco zio, dove potranno godere di comodità e divertimenti altrimenti inaccessibili. Dopo essersi divertite per alcune ore, Cali rivela alle amiche di aver mentito su molte cose, in primis sull'identità dei proprietari della villa: si tratta infatti di persone per cui ha lavorato come babysitter, che sapeva avessero l'abitudine di nascondere una chiave di riserva davanti casa e che sapeva partissero sempre nel periodo di Natale. Le tre decidono di andare via, tuttavia vengono sorprese da un collaboratore della famiglia: si verifica una colluttazione, durante la quale l'uomo sembra perdere la vita.
Cali, rivelando la sua natura manipolatrice, convince le amiche a far finta che l'uomo abbia cercato di violentarle, a inscenare una legittima difesa affinché possano essere processate soltanto per effrazione. Quando l'uomo si risveglia, tuttavia, Cali propone di ucciderlo affinché si possa mantenere il suo piano: da ciò derivano varie liti fra di loro, interrotte dall'arrivo di Ben, il fidanzato di Holly. Affinché l'uomo non capisca cosa accade, Cali cerca di mandarlo via inventandosi che Holly ha scoperto un fantomatico tradimento: Ben riesce comunque a entrare, tuttavia Holly lo manda via senza che riesca a scoprire la presenza dell'uomo morente. Approfittando di un altro momento di trambusto, Cali uccide l'uomo senza il consenso delle altre.
Mel inizia a persuadersi che Cali possa avere ragione, che rivelare cosa è accaduto possa rovinare la vita di tutte loro e delle rispettive famiglie, tuttavia Holly non è d'accordo e decide di chiamare la polizia. Cali la interrompe e, in una colluttazione, la tramortisce. Cali convince Mel di un nuovo piano: uccidere Holly e far passare tale gesto per un omicidio compiuto dall'uomo. Holly riesce tuttavia a riprendersi e, liberatasi da corde, attacca a sua volta Holly: Mel, compreso come Cali sia un pericolo per entrambe, decide di aiutare Holly e tramortisce Cali. Colta da un raptus, Holly finisce per uccidere Cali: a questo punto, per uscire pulite dalla situazione, le ragazze inventano una storia secondo la quale Cali si è comportata da eroina per salvarla dalle grinfie di un predatore sessuale e che sia lei che lui sono morti lottando l'uno contro l'altra.

## Produzione
Il film è stato girato con un budget limitato, spingendo i registi a sfruttare al massimo tutti gli elementi a loro disposizione per la creazione del film. Le riprese si sono tenute nella città di Westport. L'opera trae ispirazione da film come Shining, Piccoli omicidi tra amici, Funny Games e Wolf Creek.

## Accoglienza

### Pubblico
Il film ha incassato 2634 dollari al botteghino.

### Critica
Sull'aggregatore Rotten Tomatoes il film riceve il 42% delle recensioni professionali positive con un voto medio di 5,5 su 10 basato su 19 critiche, mentre su Metacritic ottiene un punteggio di 49 su 100 basato su 8 critiche.